# Typhlops platycephalus
Typhlops platycephalus là một loài rắn trong họ Typhlopidae. Loài này được Duméril & Bibron mô tả khoa học đầu tiên năm 1844.